# 株洲話
株洲話，亦称株洲方言，是源自湘語长益片，通行於湖南省株洲市的語言，亦為湖湘人的母語，属于湘语长益片长株潭小片。株洲話屬於典型的湘方言，但內部存在差異，各乡镇间的语音差别较大，加之株洲市内工厂较多，移住者众多，该语言受北方話的影响也较大，而古汉语的特点较少。株洲市区的方言与長沙話、湘潭話相近，但醴陵等地的方言则兼具赣语的特点。